# استان پاویا
استان پاویا (به ایتالیایی: Provincia di Pavia) یکی از استان‌های ناحیهٔ لمباردی در  شمال ایتالیا به مرکزیت شهر پاویاست. این استان در بخش شمالی خود با استان میلان، در شرق با استان لودی و استان پیاچنزا در ناحیهٔ امیلیا-رومانا و در غرب، جنوب غربی و شمال غربی با استان‌های آلساندریا، ورچلی و نووارا در ناحیهٔ پیمونته هم‌مرز است. 
شهر پاویا در این استان شهری دانشجویی محسوب می‌شود که با داشتن دانشگاه ها و کالج های متعدد به یکی از قطبهای علمی ایتالیا تبدیل شده است. 
این استان ۲۹۶۵ کیلومتر مربع مساحت داشته و جمعیت آن در سرشماری سال ۲۰۰۸ برابر با ۵۳۵٬۹۴۸ نفر بوده‌است. این استان دارای ۱۹۰ کُمونه (درجمع کمونی) است و مهم‌ترین شهرهای آن به ترتیب جمعیتی به شرح زیر است:
| کُمونه                 | جمعیت  |
| --------------------- | ------ |
| پاویا                 | ۷۱٬۲۱۴ |
| ویجِوانو               | ۵۷٬۴۵۰ |
| وُگِرا                  | ۳۸٬۱۸۳ |
| مورتارا               | ۱۴٬۲۴۴ |
| اِستِردِلا               | ۱۰٬۷۶۳ |
| برونی                 | ۹٬۳۴۷  |
| گارلاسکو              | ۹٬۲۰۷  |
| گامبولو               | ۸٬۳۲۳  |
| کَسُوراته پریمو         | ۷٬۰۲۸  |
| مِدِه                   | ۶٬۹۲۴  |
| کاستِجو                | ۶٬۳۳۷  |
| روبیو                 | ۶٬۱۵۹  |
| کَسُلنُووو               | ۵٬۸۲۰  |
| ساناتزارو ده بورگوندی | ۵٬۸۰۲  |
| بِلجویوزو              | ۵٬۳۵۷  |
| کاوا مانارا           | ۵٬۳۲۱  |
| سیتزیانو              | ۵٬۲۲۶  |
| سن مارتینو سیکوماریو  | ۵٬۰۵۵  |
| چیلاوینا              | ۴٬۹۷۹  |
| ریواناتزانو ترمه      | ۴٬۴۲۹  |